# IC 1512
IC 1512 ist ein Stern im Sternbild Pegasus. Das Objekt wurde iam 20. September 1886 von Guillaume Bigourdan entdeckt und wurde wahrscheinlich irrtümlich für eine Galaxie gehalten.